# 廷戈瑪麗亞國家公園

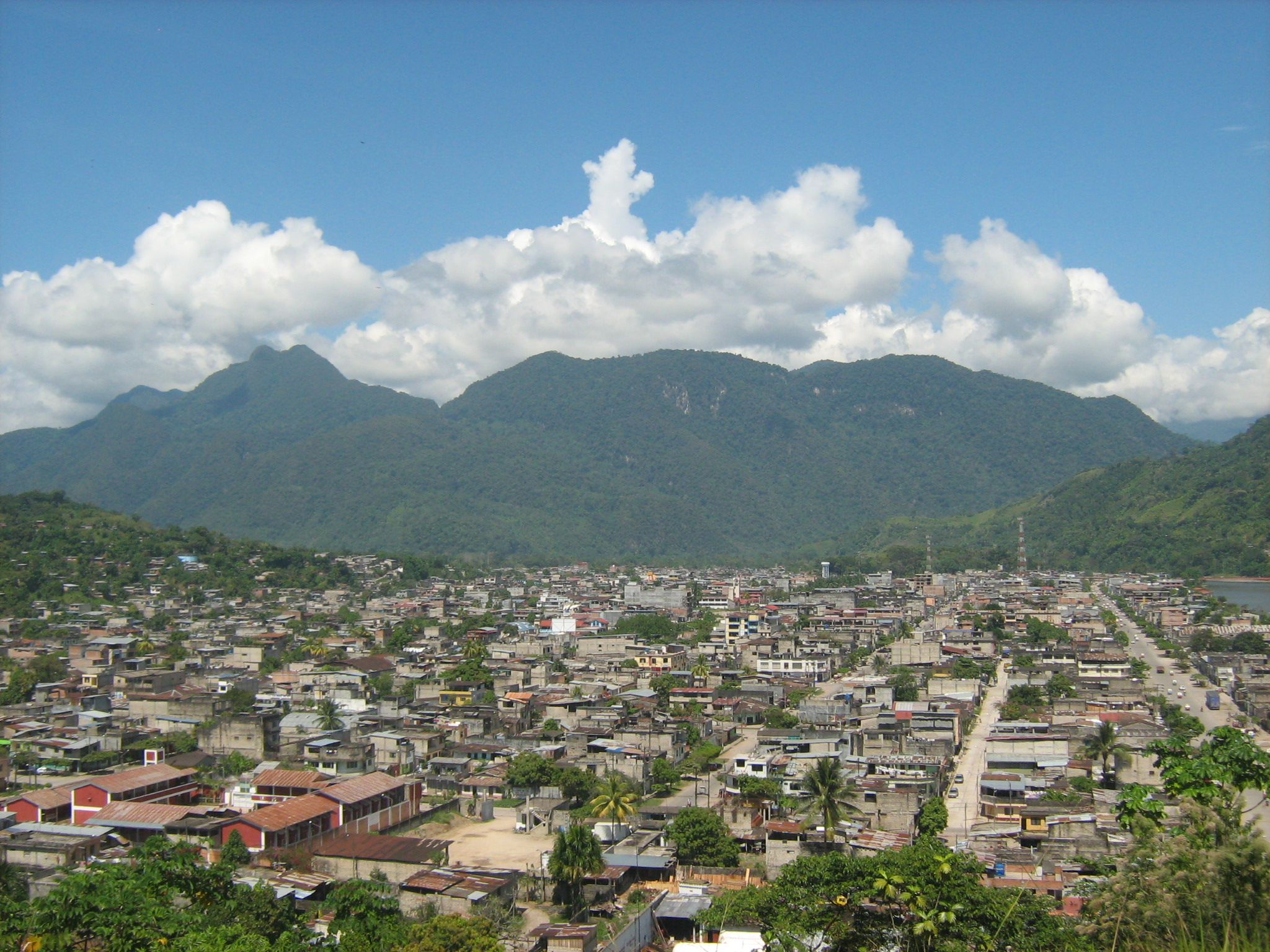

廷戈瑪麗亞國家公園（西班牙語：Parque nacional Tingo María）是秘魯的國家公園，位於該國中部瓦亞加河河谷，由瓦努科大區負責管轄，面積47.77平方公里，始建於1965年5月14日。